# Spatangoidea
De Spatangoidea zijn een superfamilie van zee-egels (Echinoidea) uit de orde Spatangoida.

## Families
- Eupatagidae Lambert, 1905
- Eurypatagidae Kroh, 2007
- Loveniidae Lambert, 1905
- Macropneustidae Lambert, 1905
- Maretiidae Lambert, 1905
- Megapneustidae Fourtau, 1905 †
- Spatangidae Gray, 1825